# 나폴리 6화음

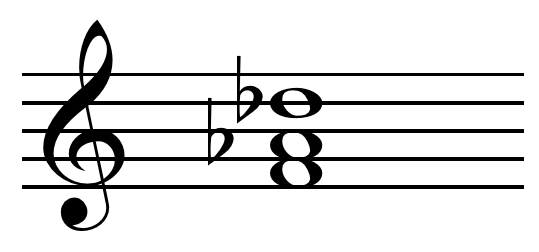
다장조의 나폴리 6화음 (1전위)..

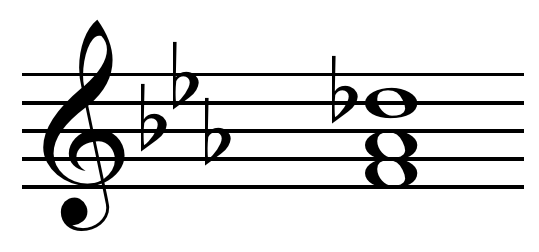
다단조의 나폴리 6화음 (1전위).

나폴리 6화음(네아폴리탄 6화음)은 어떤 조에서 반음을 내린 윗으뜸음을 으뜸음으로 하는 장3화음이다. 또한 Schenkerian 분석에 따르면, 단음계에서 이 화음이 상응하는 프리지안 선법의 음에서 만들어지기 때문에, 프리지안 II 라고도 알려져 있다. 기본적으로 1전위가 많이 쓰인다.

## 같이 보기
- 나폴리 음계
- 6화음